# 埃利亚斯·索伦森
埃利亚斯·弗里乔夫·格內蓋·索伦森（丹麥語：Elias Fritjof Grænge Sørensen，1999年9月18日—）是一名丹麥職業足球運動員，司職前鋒，現效力丹麦足球乙级联赛球會埃斯比约。

## 球會生涯
索伦森年少時在克厄學習踢球，2016年5月8日16歲時首次代表球會在對施克堡賽事上場，成為球會史上最年輕上場球員。2016年夏天試訓成功後與英格蘭球會纽卡斯尔联簽約轉投。2019年1月，他被外借到黑池，外借期間他同時亦在纽卡斯尔联U23踢球。索伦森在黑池只上場1次後便被球會召回。
2019年8月16日，他被外借至英乙球會卡莱尔联至季末，但他在2019年12月20日被母會召回歸隊。2020年10月，索伦森被外借到荷蘭球會阿梅爾城。
2021年7月，他回歸丹麥轉投埃斯比约。

## 國家隊生涯
索伦森曾代表丹麥U17、丹麥U19、丹麥U20和丹麥U21參加國際比賽。